# Kiểm toán tài chính
Kiểm toán tài chính là một hoạt động kiểm tra đặc biệt nhằm xác minh tính trung thực và hợp lý của các tài liệu, số liệu kế toán, báo cáo tài chính của các tổ chức, cơ quan đơn vị, doanh nghiệp, bảo đảm việc tuân thủ các chuẩn mực và các quy định hiện hành. Kiểm toán tài chính cần được phân biệt với kiểm toán công nghệ thông tin.

## Điều kiện thực hiện
Công tác kiểm toán do cơ quan chuyên môn gồm các chuyên gia có trình độ nghiệp vụ thích hợp được pháp luật thừa nhận hoặc các công ty kiểm toán độc lập thực hiện. Tùy theo các loại hình kiểm toán mà việc thực hiện kiểm toán được thực hiện bằng mệnh lệnh hành chính hoặc là các giao kết kinh tế, dân sự.

## Các dạng của kiểm toán
- Theo mô hình tổ chức và biểu hiện pháp lý có kiểm toán nhà nước, kiểm toán độc lập, kiểm toán nội bộ.
- Theo đối tượng kiểm toán có kiểm toán báo cáo tài chính, kiểm toán hoạt động, kiểm toán tuân thủ.

## Kiểm toán độc lập
Thuật ngữ này đề cập đến các công ty kiểm toán tư nhân. Các doanh nghiệp khi có nhu cầu kiểm toán thì sẽ phải bỏ tiền ra để thuê kiểm toán. Chi phí của việc thuê kiểm toán không nhỏ. Công ty không tự dưng bỏ tiền ra thuê kiểm toán về kiểm tra công ty mình. Đối với một số công ty thì việc kiểm toán là bắt buộc. Các công ty kiểm toán hoạt động theo Luật Doanh nghiệp và chịu trách nhiệm trước pháp luật về kết quả kiểm toán của mình.

## Kiểm toán nội bộ
Kiểm toán nội bộ là bộ phận kiểm toán trong công ty, kiểm tra độ chính xác và minh bạch của hoạt động kế toán trong công ty. Kiểm toán nội bộ làm việc dưới quyền Ban Giám đốc.

## Kiểm toán nhà nước
Kiểm toán nhà nước là một đơn vị kiểm toán thực hiện công tác kiểm tra sự minh bạch, đúng đắn trong hoạt động kế toán ở các doanh nghiệp nhà nước hoặc các công ty doanh nghiệp có vốn của nhà nước.